# مصباح قوسي
المصباح القوسيّ  وهو عبارة عن مصباح كهربائي شديد متوهج وشديد الإضاءة، يطلق الضوء بفعل القوس الكهربائي. النور المنبعث من المصباح القوسي يسمى النور القوسيّ.
ويتكون المصباح من قطبين يصنعان عادة من تنغستن ويفصل بينهما غاز، عادة يسمى نوع المصباح بحسب نوع الغاز المستخدم ومنها نيون، أرغون، زينون، كريبتون، صوديوم، وزئبق.